# Una donna chiamata Maixabel
Una donna chiamata Maixabel (Maixabel) è un film del 2021 diretto da Icíar Bollaín.
La pellicola, con protagonisti Blanca Portillo e Luis Tosar, riprende la vicenda reale vissuta da Maixabel Lasa, vedova per colpa dell'ETA, che ha poi incontrato gli assassini di suo marito, nel frattempo pentitisi in carcere.
Gli avvenimenti si intrecciano con la conclusione ufficiale dell'attività terroristica, che venne annunciata il 20 ottobre 2011, dopo decenni che hanno insanguinato i Paesi Baschi e l'intera Spagna con più di 800 vittime attribuite alla sola ETA.
Il film fu presentato nella sezione ufficiale del Festival internazionale del cinema di San Sebastián del 2021, uscendo nelle sale dal 24 settembre dello stesso anno.

## Trama
Il 29 luglio 2000, il socialista Juan María Jáuregui, appena tornato a Tolosa dal Cile per celebrare le sue nozze d'argento, viene ucciso a colpi di arma da fuoco dai membri dell'ETA Patxi Makazaga e Luis María Carrasco, fuggiti poi a bordo di un'auto guidata da Ibon Etxezarreta. Sua moglie Maixabel Lasa e sua figlia María partecipano sconsolate alla veglia funebre, dove sono aiutate da tutti i colleghi del PSE-EE locale e da Carmen Hernández, rimasta vedova da poco anche lei, per l'assassinio del marito Jesús María Pedrosa, vittima degli stessi terroristi.
Nel 2004, i tre membri dell'ETA sono processati e condannati da un Tribunale Nazionale e destinati al carcere di Badajoz. 
Nel 2010 Ibon, in occasione della morte di suo nonno, ha l'opportunità di partecipare ai funerali e opta per fare visita a sua madre. Nell'occasione viene temporaneamente trasferito nel centro penitenziario di Nanclares de la Oca (Álava). Questo carcere raccoglie diversi membri dell'ETA che hanno ufficialmente abbandonato l'organizzazione e collaborano a vario titolo partecipando a progetti di reintegrazione nella società. Tra questi c'è Luis María Carrasco, che Ibon inizialmente ritiene un traditore, decidendo però poi di rimanere in questa struttura, più vicina alla casa di sua madre, che può visitare usufruendo dei permessi. La mediatrice Esther, dopo aver ricevuto una lettera anonima da Carrasco, in accordo con le istituzioni, avvia un progetto riabilitativo che tende a preparare i terroristi pentiti ad una serie di incontri con i familiari delle loro vittime. 
Maixabel, che dirige l'Ufficio per le vittime del terrorismo, sostiene la necessità di riconoscere equamente tutte le vittime della lotta basca, senza distinzioni. A sua volta, accoglie con favore l'iniziativa degli incontri con gli assassini dando la propria disponibilità. I suoi colleghi di partito le rimproverano questa decisione, soprattutto per le ferite che riaprirebbe nella figlia María, che dopo anni vissuti a Huelva con il marito Luichi, ha deciso di tornare nei Paesi Baschi.
Recatasi a Nanclares, Maixabel incontra così Luis María Carrasco, e il confronto, doloroso per entrambi, si rivela però positivo, oltre ogni aspettativa. Quando Ibon si decide a fare lo stesso, il programma viene sospeso dal nuovo delegato del governo. Le stesse autorità del carcere suggeriscono allora a Ibon e Maixabel di incontrarsi fuori dal penitenziario, sempre con l'assistenza di Esther, per un colloquio che ancor di più esprime la sintesi di un'esigenza comune più che il compimento di un ambizioso progetto ideale. Anche in questo caso l'esito è talmente positivo che Ibon, dopo l'annuncio della cessazione delle attività terroristiche dell'ETA nell'ottobre 2011, in occasione dell'anniversario della morte di suo marito, chiede a Maixabel di poter partecipare alla consueta commemorazione. Così, mentre tutti aspettano la vedova, questa appare accompagnata dall'ex membro dell'ETA, tra la sorpresa e il disappunto della maggioranza dei presenti. Ibon lascia un mazzo di fiori sulla lapide di Jáuregui davanti alla quale si inginocchia, mentre tutti i presenti intonano Xalbadorren heriotzean, canto caro ai movimenti socialisti baschi, di cui la vittima è stato un grande rappresentante.

## Distribuzione
Il film è stato distribuito nelle sale cinematografiche italiane il 13 luglio 2023.

## Riconoscimenti
- 2022 – Premio Goya
  - Migliore attrice protagonista a Blanca Portillo
  - Migliore attore non protagonista a Urko Olazabal
  - Candidatura a Miglior film
  - Candidatura a Miglior regista a Icíar Bollaín
  - Candidatura a Migliore attore protagonista a Luis Tosar